# 姆布卢·恩古卢

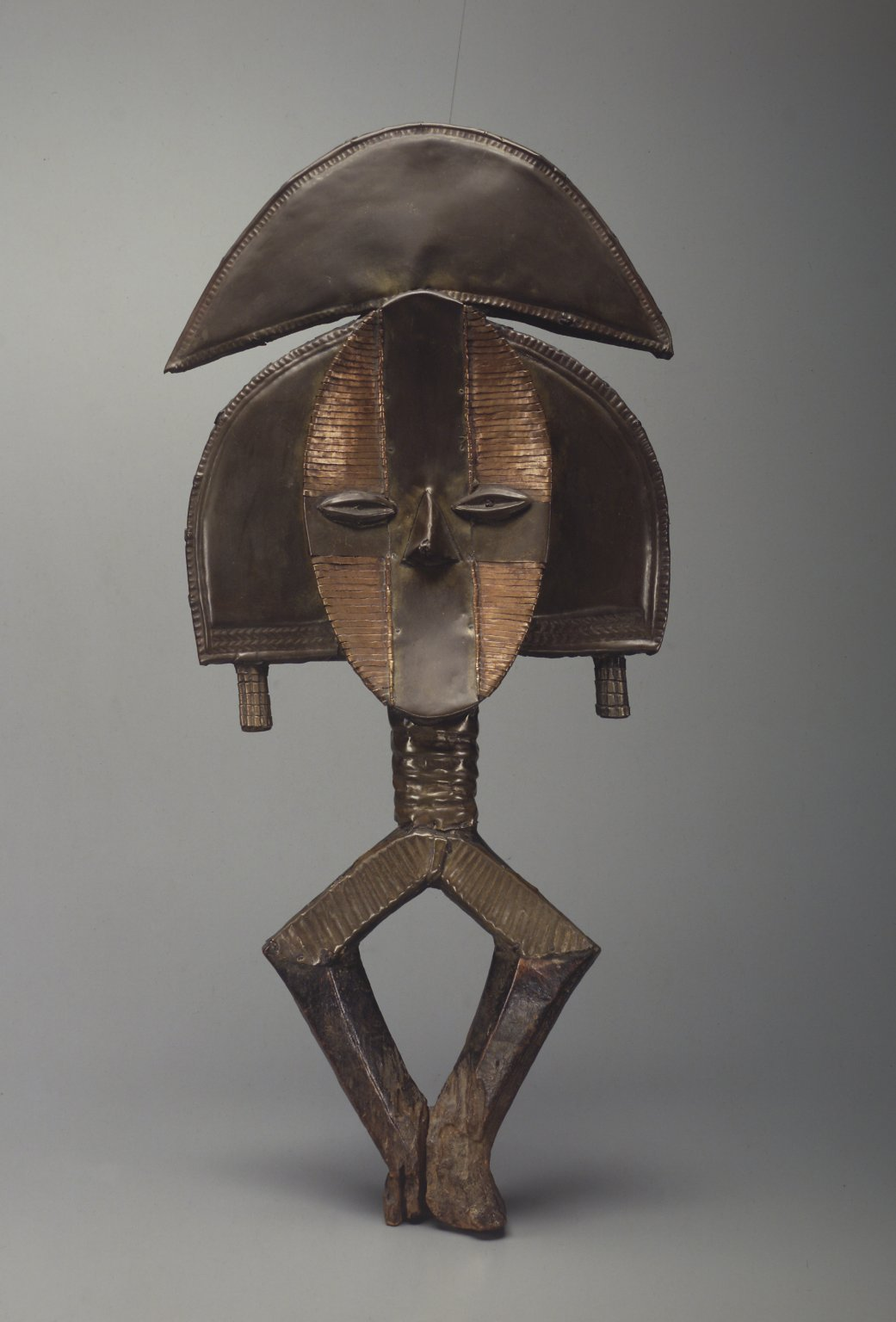
Mindumu或Obamba，圣物（姆布卢·恩古卢）加蓬，19世纪晚期/20世纪早期，木，黄铜，青铜及铁制

姆布卢·恩古卢 (英語：Mumbu-ngulu)，是一种由非洲加蓬的哥打族人创造的木或铜制雕像，用以祈愿保护死者。在哥打族传统中，姆布卢·恩古卢是站在墙上的守护者，因而雕像亦呈易于挂在墙上的形状。
姆布卢·恩古卢的雕塑极有当地独特的风格：头部由一个垂直或水平分割的抽象的扇形组成，其头顶覆盖有金属条和小金属片。整个头部置在一铜质圆柱体之上，意为颈部；颈部之下是一对抽象的、象征性的曲臂，再其下则是支撑底座。姆布卢·恩古卢表现出一种或宁静，或好奇，又或带有一种疏离感和民族主义的意境，是非洲人物雕塑中最具独特风格的作品之一。